# Archibald Geikie
Sir Archibald Geikie, KCB, škotski geolog in pisatelj, * 28. december 1835, Edinburg, Škotska, † 10. november 1924, Haslemere, Surrey, Anglija.
Bil je predsednik Kraljeve družbe (1908-1913).